# 岐阜県立恵那高等学校
岐阜県立恵那高等学校（ぎふけんりつ えなこうとうがっこう）は、岐阜県恵那市にある公立高校。
理数科が設置され、スーパーサイエンスハイスクール (SSH) の指定校である。

## 概要
通称は恵那高（えなこう）もしくは恵高（けいこう）。1922年（大正11年）創立。
- 学科 - 全日制 普通科・理数科
- 校訓 - 質実剛健、自重自治
- 制服 - 男子は詰襟の学生服、女子はセーラー服（2002年から夏場のポロシャツが認められていたが、2010年度の新入生からポロシャツは順次禁止することとなった）
- スーパーサイエンスハイスクール - 研究開発課題「遠隔地の学校における大学や研究機関との連携を図った理数系教育システムの研究開発」
- 所在地 - 岐阜県恵那市大井町1023-1

## 沿革
- 1922年 - 岐阜県立恵那中学校として開校。
- 1923年 - 岐阜県恵那中学校と改称。
- 1925年 - 恵那実科女学校開校。
- 1937年 - 岐阜県恵那高等実科女学校と改称。
- 1948年
  - 新制学制施行により、岐阜県立恵那高等学校及び岐阜県立恵那女子高等学校となる。
  - 二校を統合し、岐阜県立恵那高等学校となる。全日制普通科を設置。
- 1949年
  - 定時制普通科及び家庭科設置。
  - 全日制商業科設置。
  - 蛭川村に蛭川分校設置。
- 1959年 - 商業科廃止。
- 1962年 - 火事により校舎が全焼。
- 1963年 - 定時制家庭科廃止。新校舎（現在は解体）が完成。
- 1968年 - 蛭川分校募集停止。
- 1970年 - 全日制理数科設置。
- 1972年 - 定時制募集停止。
- 1973年 - 定時制募集再開。
- 1974年 - 現在の2棟が完成。
- 1976年 - 現在の第2体育館が完成。
- 1992年 - 現在の第1体育館が完成。花の木会館が完成。
- 1995年 - 定時制募集停止。
- 1999年 - 定時制廃止。その記念碑の「息吹」が完成。
- 2004年 - スーパーサイエンスハイスクールとなる（理数科のみ）。
- 2007年 - スーパーサイエンスハイスクールに再び指定（5年間、2012年・2017年にも再指定）。
- 2009年 - 部室棟が完成。
- 2010年 - 新校舎建て替えのため、2棟が解体（移行期間中はグラウンドにプレハブ校舎を建てて代用していた）。
- 2012年 - 花の木トレーニングハウスが贈呈される。
- 2013年 - 新校舎（1棟）が完成。

## 特色

### 学区
学区に含まれる地域が広大なため、多治見市・からの進学者は少なく、恵那市・中津川市・瑞浪市・土岐市からの進学者で構成されている。

### 教育面の特色
授業時間確保のため毎日45分7限という時間割がしかれている。理数科はスーパーサイエンスハイスクールに指定されており「先端サイエンス総合」などの科目を学ぶことができる。
評定は十段階（1 - 10）。五段階評定に変換する際、8以上が5、6と7が4、4と5が3、2と3が2、1が1となる。

### 学校行事
修学旅行
2年生が6月後半ごろ、沖縄へ3泊4日の日程で行われる。平和記念公園を観光する。
遠足
1・3年生は6月後半ごろ、1年は高山市に行き、3年は京都に行く。
城陵祭
8月下旬に文化祭2日・体育祭1日の日程で行われる。文化祭では3年生では演劇を、2年生は演示、1年生は展示を行う。体育祭では紅軍・白軍・青軍に分かれて競技を行う。以前は地域別で軍がわかれていたが、現在は男女別の名簿順に（青→白→赤→青→白→赤…）均等に振り分けられるようになった。慣例として、クラス毎にクラスTシャツを作る。クラス毎の演劇・演示・展示の宣伝（演劇・演示は日時場所が記されている）に役立っている。
球技大会
10月ごろクラス対抗で行われる。慣例として城陵祭で作ったクラスTシャツを着用して行う。

### その他
校歌は島崎藤村が補訂したものといわれている。
校歌の他に「城陵歌」と呼ばれる伝統的な応援歌がある。
ホームルームの名前が11組（じゅういちくみ）、25組（にじゅうごくみ）といったように、十の位が学年、一の位がクラスとなった珍しい読み方をする。
ちなみに各学年とも1 - 4組が普通科（カリキュラムの違いにより2年以降は1 - 2組が普通科文系、3 - 4組が普通科理系と便宜上呼び分ける）、5 - 6組が理数科である（6クラス分募集の場合。2000年までは7クラス分募集だったために普通科が1 - 5組だった。その際、1 - 2組が文系、3 - 5組が理系、6 - 7組が理数科となる）。

## 部活動
ボート部・陸上競技部・放送部・音楽部・新聞文芸部・科学部が全国大会への出場経験がある。1年時から部活動加入は自由ではあるが、ほとんどの生徒がどこかに加入している。

## アクセス
- JR中央本線・明知鉄道明知線恵那駅 徒歩15分

## 出身者
- 糸魚川淳二（名古屋大学名誉教授）
- 末松安晴（光通信技術開発の先駆者、卒業は中津高校）
- 澤木宣彦（名古屋大学名誉教授）
- 岩久正明（新潟大学名誉教授）[3]
- 小坂喬峰（恵那市長）
- 可知義明（元恵那市長）
- 小栗仁志（中津川市長）
- 草野満代（フリーアナウンサー）
- 松原朋美（中京テレビ放送アナウンサー）
- 向井永浩（Nextremer代表取締役社長）
- 伊藤律（元日本共産党幹部）
- 伊藤来（ボート選手、カヤックインストラクター会社経営）
- 荻野真（漫画家）
- 西尾徳（俳優、声優）
- 野々村真白（声優）